# Rohan-Chabot

Wappen Rohan-Chabot

Das Haus Rohan-Chabot ist eine heute noch existierende Familie des französischen Adels, die seit 1645 auf der Île-de-France ansässig ist. Es ist das Ergebnis der Heirat seines Gründers Henri Chabot mit Marguerite de Rohan aus dem Haus Rohan, einem der drei bedeutendsten Adelsgeschlechter der Bretagne, und Erbin des Herzogtums Rohan. Es bildet den ältesten Zweig der Familie Chabot, die ursprünglich aus dem Poitou stammt und sich in zahlreiche Zweige aufspaltete, darunter die Barone von Retz, die Barone von Saint-Gelais sowie die Barone und Grafen von Jarnac.

## Geschichte
Henri Chabot (1616–1655), Seigneur de Sainte-Aulaye, Sohn von Charles Chabot, Seigneur de Saint-Gelais, heiratete 1645 Marguerite de Rohan (1616/17–1684), einzige Tochter und Erbin von Henri II. de Rohan, 1. Duc de Rohan (1603). 1648 wurde Henri Chabot von Kardinal Mazarin zum Duc de Rohan und Pair de France ernannt. Sein Nachfahre Josselin, der 14. Herzog von Rohan-Chabot (* 1938), vormals Senator und Präsident der Region Bretagne, besitzt bis heute das Schloss Josselin in der Bretagne. 2015 schenkte er das Schloss Pontivy der Stadt.
Die wichtigsten Familienmitglieder sind:
- Anne de Rohan-Chabot (1648–1709; genannt Madame de Frontenay), Fürstin von Soubise und Mätresse des französischen Königs Ludwig XIV.
- Louis-François-Auguste de Rohan-Chabot (1788–1833), französischer Geistlicher, Erzbischof von Besançon und Kardinal
- Louis Marie Bretagne de Rohan-Chabot (1710–1791), französischer Adliger und Offizier
- Marie Charlotte Sylvie de Rohan-Chabot (1729–1807), französische Adlige, zweite Ehefrau von Charles-Juste de Beauvau
- Josselin de Rohan, 14. Herzog von Rohan-Chabot (* 1938), Senator 1983–2011, seit 1993 Fraktionsvorsitzender des RPR im Senat, 1992 bis 2004 Präsident der Region Bretagne (Vorsitzender des Conseil régional de Bretagne)

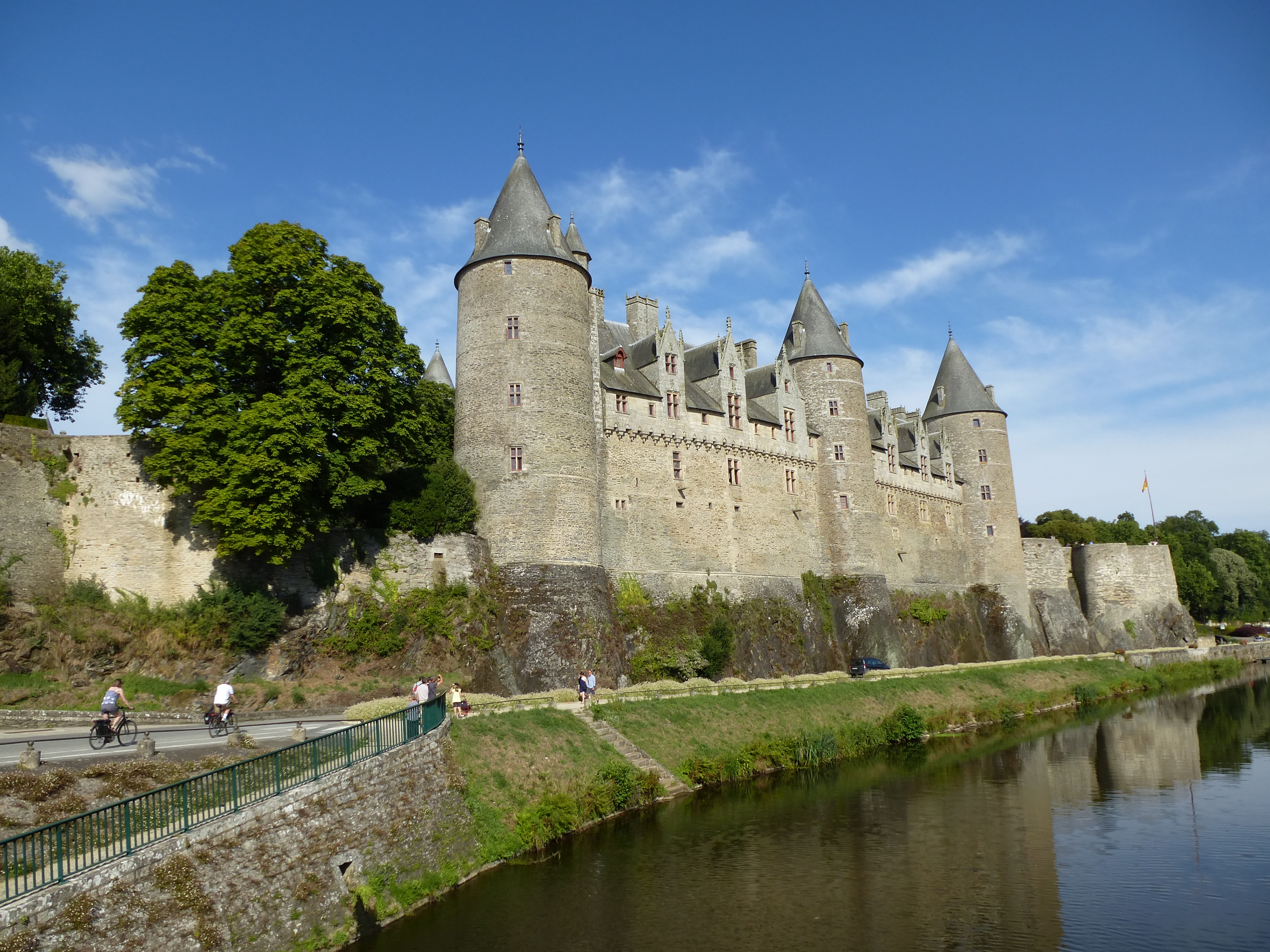
Schloss Josselin, Bretagne
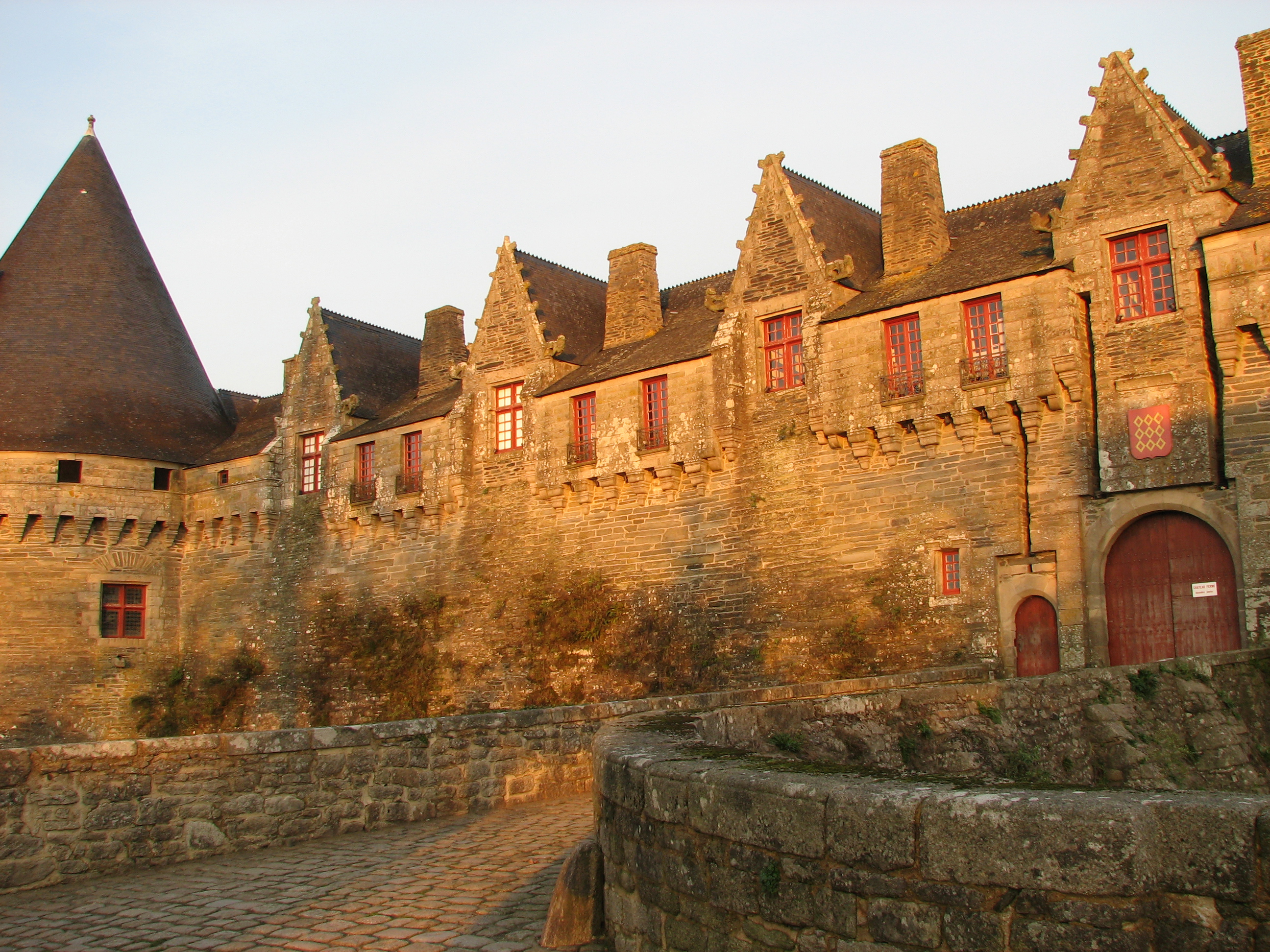
Schloss Pontivy, Bretagne

## Stammliste

### Die Ducs de Rohan 1648–1791

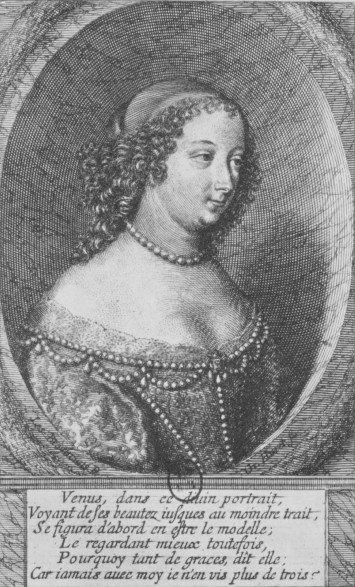
Marguerite de Rohan († 1684), verheiratet mit Henri Chabot

1. Henri Chabot (* 1616; † 1655), 1648 Duc de Rohan, Pair de France; ⚭ Marguerite de Rohan (* 1616/17; † 1684), 1639 Duchesse de Rohan et de Frontenay, 4. Princesse de Léon, Princesse de Soubise, Comtesse de Porhoët, Marquise de Blain et de La Garnache, Comtesse de Lorges, Baronesse de Mouchamp, du Parc et de Vandrenne, Dame d’Hiéric et de Fresnay, Tochter von Henri II. de Rohan, 1. Duc de Rohan, Pair de France, 3. Prince de Léon etc. – ihre Nachkommen führen den Namen de Rohan-Chabot
  1. Sohn († 1646)
  2. Marguerite Gabrielle Charlotte († 1720); ⚭ Malo II., Marquis de Coëtquen († 1679)
  3. Anne Julie (* 1648; † 1709), Princesse de Soubise, Dame de Frontenay; ⚭ François de Rohan, Comte de Rochefort, Prince de Soubise († 1712)
  4. Gillone († klein)
  5. Jeanne Pélagie († 1698), Dame de Montlieu et de Sainte-Aulaye; ⚭ Alexandre Guillaume de Melun, Prince d’Épinoy († 1679) (Haus Melun)
  6. Louis (* 1652; † 1727), 2. Duc de Rohan, Pair de France, 5. Prince de Léon, Comte de Porhoët et de Moret, Marquis de Blain, Baron de La Garnache et de Beauvoir-sur-Mer, Seigneut de Sainte-Aulaye, de Montlieu, d’Hiéric et de Fresnay; ⚭ Marie Elisabeth du Bec-Crespin de Grimaldi (* 1661; † 1743), Erbtochter von François du Bec Crespin, Marquis de Vardes, Comte de Moret, und Catherine de Nicolai (Haus Crespin)
    1. Louis Bretagne Alain (* 1679; † 1738), 1727 3. Duc de Rohan, 6. Prince de Léon, Pair de France etc.; ⚭ Françoise de Roquelaure (* 1682/83; † 1741), Erbtochter von Antoine-Gaston de Roquelaure, 2. Duc de Roquelaure et de Lude, Pair de France, Marschall von Frankreich
      1. Louis Marie Bretagne Dominique (* 1710; † 1791), 1738 4. Duc de Rohan, 3. Duc de Roquelaure et de Lude, 7. Prince de Léon, Comte de Porhoët, d’Astarac et de Moret, Marquis de Blain et de Biran, Baron de Montesquiou etc.; ⚭ (1) Charlotte Rosalie de Châtillon (* 1719; † 1753), Tochter von Alexis Madeleine Rosalie, Duc de Châtillon, Pair de France; ⚭ (2) Charlotte Emilie de Crussol d’Uzès (* 1732; † 1791), Tochter von Charles Emmanuel de Crussol, 8. Duc d’Uzès, Pair de France (Haus Crussol)
        1. Tochter (* 1739, † kurz nach der Geburt)
        2. Marie Rosalie (* 1741; † klein)
        3. Gabrielle Sophie (* 1743; † 1757)
        4. Louis Bretagne Charles (* 1747; † 1757), Prince de Léon

      2. Louise Armande (* 1711), 1729 Nonne zu Tresnel
      3. Louis François (* wohl 1712; † 1743), genannt Vicomte de Rohan
      4. Marie Armande (* 1713)
      5. Marie Louise (* 1717; † 1784); ⚭ Daniel François de Gelas de Voisins d’Ambrée, genannt Comte de Lautrec, Marschall von Frankreich († 1762)
      6. Charlotte Félicité Antoinette (* 1718; † 1750); ⚭ José de Los Rios, Conde de Fernando-Nunez, Grande von Spanien († 1745)
      7. Louis Auguste (* 1722; † 1753), Baron de Montesquiou, Marquis de Vervins, Châtelain zu Voulpaix, Domherr zu Straßburg, resigniert 1743, 1751 Comte de Jarnac, Maréchal de camp; ⚭ Marie Jeanne Olympe de Bonnevie (* 1736; † 1757), Dame de Vervins et de La Ville, Tochter von Jean Charles, Marquis de Vervins, und Marie Moreau, sie heiratete in zweiter Ehe Marie François Henri de Franquetot, Duc de Coigny, Pair de France, Marschall von Frankreich, († 1821)
      8. (unehelich, Mutter: Florence Pellerin, genannt Mademoiselle Florence († vor 1716)) Tochter (* 1708), Nonne zu Saint-Mandé

    2. Marie Marguerite Françoise (* 1680; † 1706), genannt Mademoiselle de Rohan; ⚭ Ludwig Peter Engelbert von der Marck, Graf von Schleiden, französischer Lieutenant-général, Grande von Spanien 1. Klasse, Ritter im Orden vom Goldenen Vlies (Nr. 714) († 1750)[2]
    3. Anne Henriette Charlotte (* 1682; † 1751), genannt Mademoiselle de Léon; ⚭ Alfons Franz Dominikus de Berghes, 2. Prince de Berghes, Grande von Spanien 1. Klasse, Ritter im Orden vom Goldenen Vlies (Nr. 641) († 1720) (Haus Glymes)
    4. Guy-Auguste (* 1683; † 1760), Comte de Maillé-Seizploue, Vicomte de Bignon, Baron de Kerguéhéneuc, Seigneu de Coetmeur-Daoudour, genannt Comte de Chabot, Lieutenant-général; ⚭ (1) Yvonne Sylvie du Breil de Rays (* 1711/12; † 1740), Erbtochter von Charles du Breil, Marquis de Rays, und Sylvie de La Boissière de Brantonnet; ⚭ (2) Lady Mary Scholastica Howard (* 1721; † 1769) Tochter von William Stafford-Howard, 2. Earl of Stafford, und Anne Holman – Nachkommen siehe unten
    5. Françoise Gabrielle (* 1685), geistlich zu Notre-Dame de Soissons
    6. Charlotte († 1710)
    7. Charles Annibal (* 1687; † 1762), genannt Comte de Jarnac; ⚭ Henriette Charlotte Chabot, Comtesse de Jarnac, Marquise de Souban etc. (* 1690; † 1769), Tochter von Louis Chabot, Comte de Jarnac, Witwe von Paul Auguste Gaston de La Rochefoucauld-Montendre
    8. Julie Victoire (* 1688; † 1730), geistlich zu Notre-Dame de Soissons
    9. Constance Eléonore (* 1691; † 1723), geistlich zu Notre-Dame de Soissons
    10. Marie Armande (* 1692; † 1742), geistlich zu Notre-Dame de Soissons, dann zu Montmartre, zuletzt Priorin OSB zu Paris
    11. Marie Louise (* 1697; † 1781) geistlich zu Notre-Dame de Soissons, dann Priorin zu Sainte-Scholastique bei Troyes, zuletzt Priorin zu Cherche-Midi[3]

### Die Ducs de Rohan 1791–1869 und die Duques de Ravese
1. Guy-Auguste (* 1683; † 1760), Comte de Maillé-Seizploue, Vicomte de Bignon, Baron de Kerguéhéneuc, Seigneu de Coetmeur-Daoudour, genannt Comte de Chabot, Lieutenant-général; ⚭ (1) Yvonne Sylvie du Breil de Rays (* 1711/12; † 1740), Erbtochter von Charles du Breil, Marquis de Rays, und Sylvie de La Boissière de Brantonnet; ⚭ (2) Lady Mary Scholastica Howard (* 1721; † 1769) Tochter von William Stafford-Howard, 2. Earl of Stafford, und Anne Holman – Vorfahren siehe oben
  1. (1) Marie Charlotte Sylvie (* 1729; † 1807); ⚭ (1) Jean-Baptiste Louis, Comte de Clermont d’Amboise († 1761); ⚭ (2) Charles-Juste de Beauvau, 2. Prince de Beauvau, Marschall von Frankreich († 1793) (Haus Beauvau)
  2. (1) Louis Antoine Auguste (* 1733; † 1807), 1775 Duc de Chabot, 1791 5. Duc de Rohan, 8. Prince de Léon, Vicomte de Bignan, Baron de Kerguéhéneuc, Comte de Chabot, de Maillé et de La Marche, Lieutenant-général; ⚭ Elisabeth Louis de La Rochefoucauld (* 1740; † 1786), Tochter von Jean-Baptiste Louis Frédéric de La Rochefoucauld, Duc d’Anville (Haus La Rochefoucauld)
    1. Alexandre Louis Auguste (* 1761; † 1816), 1807 6. Duc de Rohan, 9. Prince de Léon, Comte de Chabot, Pair de France; ⚭ Anne Elisabeth de Montmorency (* 1771/2; † 1828), Tochter von Anne Léon, Duc de Montmorency et de Beaufort (Haus Montmorency)
      1. Louis François Auguste (* 1788, † 1833), 1810 Comte de l’Empire, 1816 7. Duc de Rohan, 10. Prince de Léon, 1817 Duc-Pair, 1828 Erzbischof von Besançon, Kardinal; ⚭ Marie Georgine Armandine de Sérent (* 1789; † 1815), Erbtochter von Armand Sigismond Félicité Maie Comte de Sérent und Charlotte de Choiseul d’Esguilly
      2. Anne Louis Fernand (* 1789; † 1869), 1833 8. Duc de Rohan, 11. Prince de Léon; ⚭ Joséphine Françoise de Gontaut-Biron (* 1790; † 1844), Tochter von Charles Michel de Gontaut, Vicomte de Biron, und Marie Joséphine de Montault de Navailles, 1826 Duchesse de Gontaut (Haus Gontaut-Biron) – Nachkommen siehe unten
      3. Louis Anne (* 1791; † 1795)
      4. Adélaide (Adèle) Henriette (* 1793; † 1869); ⚭ Amé Charles Zacharie Elisabeth Comte de Gontaut-Biron († 1840) (Haus Gontaut-Biron)
      5. Marie Charlotte (* 1796; † 1841); ⚭ Marie Antoine Camille Ernest Marquis de Lambertye, Marquis de Gerbevillers († 1862)
      6. Anne Louise (* 1800; † 1853); ⚭ François Marie Joseph Comte d’Estourmel († 1853)
      7. Louis Charles Philippe Henri (* 1806; † 1872), Comte de Chabot; ⚭ Sidonie de Biencourt (* 1810; † 1878), Tochter von Armand François Marie Marquis de Biencourt und Sidonie Flavie Eulalie de Las Cases-Beauvoir
        1. Léontine (* 1833; † 1914); ⚭ Ferdinand Henri Hélion Marquis de Villeneuve-Bargemon († 1909)
        2. Guy (* 1836; † 1912), Comte de Chabot, 1907 (päpstlicher) Dux Romanus und (spanischer) Duque de Ravese; ⚭ (1) Jeanne Marie Terray de Morel-Vindé (* 1845; † 1880), Tochter von Charles Louis Terray, Comte de Morel-Vindé, und Louise Henriette Guillemine de Forth-Rouan des Malets; ⚭ (2) Zefila Hayward (* 1840; † 1896), Tochter von Henry Hayward und Zeferina Corradina de Jouve, Witwe von Albert Louis Comte de Gallatin
          1. (1) Marie Charles Gérard (* 1870; † 1964), Comte de Chabot, 1912 2. Duque de Ravese; ⚭ Cécile Aubry-Vitet (* 1875; † 1934), Tochter von Eugène Aubry-Vitet und NN Darblay
            1. Aliette (* 1896; † 1972); ⚭ Jacquelin de Maillé de La Tour-Landry († 1918)
            2. Gilbert (* 1897; † 1918), Comte de Chabot

          2. (1) Geoffroy (* 1878; † 1899)

        3. Thibault (* 1838; † 1913); ⚭ Jeanne Blanche Bourlon de Franqueville (* 1849; † 1884) Tochter von Louis Désiré Adrien Joseph Bourlon, Comte de Franqueville, und Anne Marie Fayau de Vilgruy
        4. Anne Marie (* 1841; † 1865)
        5. Catherine (* 1843; † 1941); ⚭ Henri Paul Marie Gérard Vicomte de Pins († 1889)
        6. Olivia (* wohl 1848; † 1865)
        7. Marie (* 1849; † 1934); ⚭ 1874 Pierre Adrien Edgar Marquis de Montesquiou-Fézensac († 1894)

    2. Alexandrine Charlotte Sophie (* 1763; † 1839); ⚭ (1) Louis-Alexandre de La Rochefoucauld, 6. Duc de La Rochefoucauld, Duc de La Roche-Guyon et d’Anville, Prince de Marsillac, Pair de France († 1792) (Haus La Rochefoucauld); ⚭ (2) 1810 Boniface Louis André, Marquis de Castellane, Pair de France, Lieutenant-général († 1837)
    3. Armand Charles Just (* 1767; † 1792), Comte de Chabot

  3. (1) Louis Anne (* 1735; † 1746)
  4. (1) Marie Charles Rosalie (* 1740; † 1813), 17669 Comte de Jarnac; ⚭ (1) Guyonne Hyacinthe de Pons († 1761), Tochter von Charles Philippe de Pons, Marquis de Pons-Saint-Maurice, und Charlotte Lallemand de Betz; ⚭ (2) Elizabeth Smith (* 1758; † 1843), Tochter von James Smith und Mary Ajor
    1. (1) Adélaide Louise Guyonne (* 1761; † 1805); ⚭ 1778 Boniface Louis André, Marquis de Castellane, Pair de France, Lieutenant-général († 1837)
    2. (2) Louis Guy Charles Guillaume (* 1780; † 1875), Comte de Jarnac, Vicomte de Chabot, Pair de France; ⚭ Lady Isabelle Charlotte FitzGerald, Tochter von William Robert FitzGerald, 2. Duke of Leinster
      1. Olivia (* 1813; † 1899); ⚭ Jules Marquis de Lasteyrie († 1884)
      2. Elisabeth († klein)
      3. Philippe Ferdinand (* 1815; † 1875), Comte de Jarnac, Vicomte de Chabot, 1874 französischer Botschafter in London; ⚭ Lady Geraldine Augusta Foley († 1887), Tochter von Thomas Foley, 3. Baron Foley, und Lady Cecilia Olivia FitzGerald aus der Familie der Dukes of Leinster

    3. (2) Caroline (* 1790; † 1792)

### Die Ducs de Rohan seit 1869
1. Anne Louis Fernand (* 1789; † 1869), 1833 8. Duc de Rohan, 11. Prince de Léon; ⚭ Joséphine Françoise de Gontaut-Biron (* 1790; † 1844), Tochter von Charles Michel de Gontaut, Vicomte de Biron, und Marie Joséphine de Montault de Navailles, 1826 Duchesse de Gontaut (Haus Gontaut-Biron) – Vorfahren siehe oben
  1. Charles Louis Josselin (* 1819; † 1893), 1869 9. Duc de Rohan, 12. Prince de Léon; ⚭ Octavie Rouillé de Boissy (* 1824; † 1866), Tochter von Octave Rouillé, Marquis de Boissy, und Amélie Charlotte Julie de Musnier de Folleville
    1. Alain Charles Louis (* 1844; † 1914), 10. Duc de Rohan, 13. Prince de Léon; ⚭ Herminie de La Brousse de Vertaillac[4] (* 1853; † 1926) Tochter von Charles Auguste de La Brousse, Marquis de Vertaillac, und Marie Henriette de Leuze
      1. Marie Joséphine (* 1873; † 1903); ⚭ Louis Comte de Talleyrand-Périgord, 7. Duc de Montmorency († 1951)
      2. Marie (* 1876; † 1951); ⚭ (1) Lucien Prince Murat († 1933); ⚭ (2) Louis Charles Comte de Chambrun († 1952), Mitglied der Académie française (Fauteuil 19)
      3. Josselin Charles Marie Joseph Gabriel Henri (* 1879; † 1914), 1914 11. Duc de Rohan, 14. Prince de Léon; ⚭ Marguerite de Rohan-Chabot (* 1887; † 1976), Tochter von Auguste de Rohan-Chabot, Comte de Jarnac (siehe unten)
        1. Charlotte (* 1907); ⚭ 1929 François Comte de Clermont-Tonnerre (Haus Clermont-Tonnerre)
        2. Henriette (* 1910); ⚭ Raoul Comte de Montferrand († 1936)
        3. Alain Louis Auguste Marie (* 1913; † 1966) – Ehe und Nachkommen[5]

      4. Françoise (* 1881; † 1957); ⚭ Charles de Riquet, 5. Duc de Caraman († 1960)
      5. Jehan (* 1884; † 1968), Vicomte de Rohan; ⚭ Anne de Talhouet Roy (* 1887; † 1964), Tochter von Remi Marquis de Talhouet Roy und Marguerite de Monstiers-Mérinville
        1. Herminie (* 1907); ⚭ Charles Comte de Cossé-Brissac
        2. Marguerite (* 1908); ⚭ (1) Hugues Comte du Cheyron du Pavillon († 1940); ⚭ (2) …
        3. Henry (* 1912; † 1940) – Ehe und Nachkommen
        4. René (* 1913) – Ehe und Nachkommen

    2. Marguerite (* 1846; † 1863)
    3. Anne (* 1848; † 1865)
    4. Henri Marie Roger (* 1850; † 1872)
    5. Marie Joséphine Agnès (* 1854; † 1927); ⚭ (1) Odet Vicomte de Montault († 1881); ⚭ (2) Arthur Comte de Rougé, 1905 5. Duque de Caylus, Grande von Spanien 1. Klasse († 1913)

  2. Louise Joséphine (* 1822; † 1844); ⚭ Marie Alfred Charles Gaston Marquis de Béthisy, Pair de France († 1882)
  3. Louise Anne (* 1824; † 1868); ⚭ Georg Alexander Graf Esterházy, Baron zu Galántha († 1856)
  4. Fernand (* 1828; † 1907), Comte de Chabot; ⚭ Auguste Baudon de Mony (* 1837; † 1889), Tochter von Joseph Baudon de Mony und Eugenia Uzquierdo de Rivera
    1. Auguste (* 1859; † 1928), Comte de Jarnac; ⚭ Félicie Olry-Roederer (* 1864; † 1894), Tochter von Jacques Olry und Louise Henriette Léonie Roederer
      1. Marguerite (* 1887); ⚭ Josselin de Rohan-Chabot, 11. Duc de Rohan († 1916) (siehe oben)
      2. Jacques (* 1889; † 1958), Comte de Jarnac; ⚭ Nicole Hélène de Henin-Liétard-d’Alsace (* 1892; † 1958), Tochter von Philippe Charles Gérard de Hénin-Liétard, Comte d’Alsace – Nachkommen
      3. Léonie (* 1894; † 1918); ⚭ Auguste Marquis de Mailly-Nesle († 1955)

    2. Louise (* 1860; † 1909); ⚭ Maurice Delaire, Baron Delaire de Cambacerès († 1906)
    3. Marie Alice (* 1865; † 1950); ⚭ Édouard Baron de Bastard de Saint-Denis († 1908)
    4. Guillaume (* 1867; † 1922); ⚭ Nadine de La Rousselière-Clouard (* 1877; † 1958), Tochter von Arthur de La Rousselière-Clouard und Nadine Haritow
      1. Lydie (* 1906); ⚭ Charles de Lambilly († 1944)
      2. Ysabeau (* 1909); ⚭ Olivier de Rarécourt de La Vallée, Comte de Pimodan
      3. Fernand (* 1910), Comte de Rohan-Chabot; ⚭ Hedwige de Mun (* 1916), Tochter von Gabriel Marquis de Mun und Marie de Gontaut-Biron – Nachkommen
      4. Blandine (* 1916), 1938 Nonne

    5. Isabelle (* 1875; † 1960); ⚭ François Louis de Vaufleury, Comte de Malterre († 1934)

  5. Alexandrine Amélie (* 1831; † 1907); ⚭ Henri Charles Louis Comte de Beurges († 1912)
  6. Léonor Victor (* 1835; † 1922); ⚭ Berthe de Chabrol-Tournoelle (* 1834; † 1929), Tochter von Marie Henri Guillaume de Chabrol, Comte de Chabrol-Tournoelle, und Marie Claier Prévost de Saulty
    1. Philippe (* 1861; † 1928), Vicomte de Rohan-Chabot; ⚭ Thérèse Leclerc de Juigné de Lassigny (* 1867; † 1938), Tochter von François Leclerc de Juigné de Lassigny und Jeanne Cuné de La Chaumelle
      1. Henri (* 1897), Vicomte de Rohan-Chabot; ⚭ Josette de Giraud d’Agay (* 1898), Tochter von Melchior de Giraud d’Agay und Nicole Aublé – Nachkommen
      2. Edmé (* 1904; † 1972), Comte de Rohan-Chabot; ⚭ Laurence de Mun (* 1908), Tochter von Gabriel Marquis de Mun und Marie de Gontaut-Biron – Nachkommen

    2. Sébran (* 1863; † 1936), Comte de Rohan-Chabot; ⚭ Eliane Thiroux de Gervilliers (* 1869; † 1953), Tochter von Charles Raoul Thiroux, Comte de Gervilliers, und Marie Prinzessin von Looz-Corswarem
    3. Louis (* 1865; † 1964), Comte de Rohan-Chabot; ⚭ Jeanne de Brye (* 1874; † 1946), Tochter von Arthur Comte de Brye und Augustine Verrier
      1. Léonor (* 1902) Comte de Rohan-Chabot; ⚭ Béatrix Le Cardinal de Kernier (* 1910), Tochter von Jacques Le Cardinal, Marquis de Kernier, und Yvonne de Goislard de Villebresme – Nachkommen
      2. Sébran (* 1904; † 1921)
      3. Gael (* 1906); ⚭ (1) Marguerite de Chabrol-Tournoelle (* 1903; † 1958), Tochter von Pierre Comte de Chabrol-Tournoelle und Catherine Bérard de Chazelles; ⚭ (2) … – Nachkommen

    4. Marguerite (* 1971; † 1927)
    5. Jeanne (* 1873; † 1925); ⚭ Jacques Guiau, Marquis de Reverseaux († 1919)

  7. Jeanne Charlotte (* 1839; † 1929); ⚭ Arthur d’Anthoine, Baron de Saint-Joseph († 1911)